# Johan Rohde

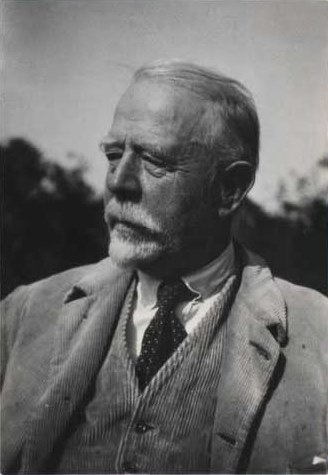
Johan Rohde 1934.

Johan Gudmann Rohde, född den 1 november 1856 i Randers, död den 18 februari 1935 i Hellerup, var en dansk målare. 

## Biografi
Rohde avlade studentexamen 1875 och studerade medicin, innan han beslöt sig för att bli målare. Han var ett år elev vid konstakademien och därefter hos Laurits Tuxen och P.S. Krøyer på Kunstnernes Frie Studieskoler och vistades sedan ofta och länge utomlands, mest i Italien. Rohde var 1891 en av stiftarna av den fria utställningen. Han var lärare vid Kunstnernes Frie Studieskoler och medlem av direktionen för konstmuseet. 
Sin största insats gjorde Rohde dock som formgivare av möbler och silver, där han blev banbrytande för en ren och osmyckad stil. Hans mångåriga samarbete med Georg Jensen fick stor betydelse för denna silverfirmas världsrykte.
Georg Nordensvan skriver i Nordisk Familjebok: "R. är en intelligent, mångsidig och energisk konstnär. Han eröfrade åt sig ett eget område med sina danska stadsbilder med kraftig lokal karaktär och starkt uttryckt stämning, framställningssättet dekorativt förenkladt med stora linjer och bestämda färgplan. Bland dithörande målningar märkas Vinterafton i Ribe, Sommardag vid Karups å (båda i Köpenhamns konstmuseum), Sommarafton i Tönning (Stockholms Nationalmuseum) och Motiv från Ribe å (Göteborgs museum)." 
Äldre är Kyrkogång på jutska heden. Rohde målade även porträtt, bland dem av Konstnärens moder (Konstmuseet), målarna Willumsen (Göteborgs museum) och Zahrtmann (Stockholms Nationalmuseum), Henrik Pontoppidan med flera. Han målade  också motiv från Venedig, Rom och Sicilien, utförde litografier, såväl originalmotiv som efterbildningar av målningar av Millet, Skovgaard med flera.